# Championnat de France de rugby à XV de 2e division 1924-1925
Navigation
Honneur 1925-1926
Le championnat de France de rugby à XV de 2e division 1924-1925 appelé Honneur est la première édition et l'antichambre de la première division.

## Règlement

### Organisation
La composition et le mode de fonctionnement des divisions Excellence et Honneur sont dévoilés le 31 décembre 1924. Le choix des participants s'opère en fonction des résultats dans les championnats régionaux qui se sont déroulés en première partie de saison. Des « sous-éliminatoires » sont prévus les 28 décembre 1924 et 4 janvier 1925 au cours d'une phase appelée « Coupe de la Promotion » afin de départager les derniers clubs candidats à l'accession à cette nouvelle deuxième division.
Au total, la division Honneur se déroule en plusieurs phases.
La première phase voit s'affronter 30 équipes réparties en 6 poule de 5. Une équipe ne joue qu'un match contre chacun de ses adversaires et le caractère impaire de ces poules impose un exempt par journée. Les deux premiers de chaque poule sont qualifiés pour disputer des barrages de promotion vers le championnat de première division. Par ailleurs, le premier de chaque poule est qualifié pour la deuxième phase en vue de désigner le champion de la division. En cas d'égalité au classement, des matches supplémentaires permettent de départager les équipes du haut du classement.
La deuxième phase implique les 6 équipes vainqueurs de leurs poules au tour précédent. Celles-ci sont divisées en deux groupes de 3 équipes qui se rencontrent une fois. Le premier de chaque poule est qualifié pour la finale dont le vainqueur est désigné champion de la division Honneur.
Enfin, des barrages de promotion vers la division Excellence (première division) sont organisés en fin de saison. Sont qualifiées les deux meilleures équipes des poules de la première phase du championnat Honneur et les deux dernières équipes des poules de la première phase du championnat Excellence. Chaque match oppose alors un club du championnat Honneur à un club du championnat Excellence en une seule rencontre disputée sur le terrain de ce dernier.

### Calendrier
| \| CA Brive Saint-Girons SC CASG Paris SU Cavaillon Stade aurillacois Biarritz olympique SCUF CO Périgueux-Ouest UA Libourne SC Vierzon CS Vienne Olympique de Marseille Castres olympique Valence sportif Stade dijonnais Stade bordelais Le Havre AC US Bergerac Stade nantais SA Rochefort AS Montferrand FC Lourdes Paris UC CS Oyonnax RC Compiègne FC Lézignan Stade clermontois US Romans-Péage Stade poitevin Amicale de Charpennes \| Localisation des clubs |
| CA Brive Saint-Girons SC CASG Paris SU Cavaillon Stade aurillacois Biarritz olympique SCUF CO Périgueux-Ouest UA Libourne SC Vierzon CS Vienne Olympique de Marseille Castres olympique Valence sportif Stade dijonnais Stade bordelais Le Havre AC US Bergerac Stade nantais SA Rochefort AS Montferrand FC Lourdes Paris UC CS Oyonnax RC Compiègne FC Lézignan Stade clermontois US Romans-Péage Stade poitevin Amicale de Charpennes                              |

Le calendrier est le suivant:
| Phase             | Tour                                         | Date                 |
| ----------------- | -------------------------------------------- | -------------------- |
| Tour préliminaire | 1er tour                                     | 28 décembre 1924     |
| Tour préliminaire | 2e tour                                      | 4 janvier 1925       |
| Première phase    | Journée 1                                    | 11 janvier 1925      |
| Première phase    | Journée 2                                    | 1er février 1925     |
| Première phase    | Journée 3                                    | 8 février 1925       |
| Première phase    | Journée 4                                    | 15 février 1925      |
| Première phase    | Journée 5                                    | 22 février 1925      |
| Deuxième phase    | Journée 1                                    | 8 mars 1925          |
| Deuxième phase    | Journée 2                                    | 15 mars 1925         |
| Deuxième phase    | Journée 3                                    | 22 mars 1925         |
| Phase finale      | Finale                                       | 20 avril 1925        |
| Phase finale      | Barrages de promotion en division Excellence | 5, 19, 26 avril 1925 |

## Compétition

### Première phase

#### Poule A
| Rang | Club              | J | V | N | D | Pm | Pe | Diff | Pts |
| ---- | ----------------- | - | - | - | - | -- | -- | ---- | --- |
| 1    | CA Brive          | 4 | 3 | 0 | 1 | 75 | 13 | +62  | 10  |
| 2    | Saint-Girons SC   | 4 | 2 | 0 | 2 | 27 | 25 | +2   | 8   |
| 3    | CASG Paris        | 4 | 2 | 0 | 2 | 37 | 23 | +14  | 8   |
| 4    | SU Cavaillon      | 4 | 2 | 0 | 2 | 17 | 75 | -58  | 8   |
| 5    | Stade aurillacois | 4 | 1 | 0 | 3 | 11 | 31 | -20  | 6   |

#### Poule B
| Rang | Club               | J | V | N | D | Pm | Pe | Diff | Pts |
| ---- | ------------------ | - | - | - | - | -- | -- | ---- | --- |
| 1    | Biarritz olympique | 4 | 4 | 0 | 0 | 54 | 13 | +41  | 12  |
| 2    | SCUF               | 4 | 3 | 0 | 1 | 35 | 24 | +11  | 10  |
| 3    | CO Périgueux-Ouest | 4 | 2 | 0 | 2 | 18 | 15 | +3   | 8   |
| 4    | UA Libourne        | 4 | 1 | 0 | 3 | 18 | 27 | -9   | 6   |
| 5    | SC Vierzon         | 4 | 0 | 0 | 4 | 17 | 63 | -46  | 4   |

#### Poule C
| Rang | Club                   | J | V | N | D | Pm | Pe | Diff | Pts |
| ---- | ---------------------- | - | - | - | - | -- | -- | ---- | --- |
| 1    | CS Vienne              | 4 | 2 | 2 | 0 | 12 | 3  | +9   | 10  |
| 2    | Olympique de Marseille | 4 | 2 | 2 | 0 | 21 | 13 | +8   | 10  |
| 3    | Castres olympique      | 4 | 1 | 2 | 1 | 14 | 13 | +1   | 8   |
| 4    | Valence sportif        | 4 | 1 | 2 | 1 | 6  | 9  | -3   | 8   |
| 5    | Stade dijonnais        | 4 | 0 | 0 | 4 | 18 | 33 | -15  | 4   |

#### Poule D
| Rang | Club            | J | V | N | D | Pm | Pe | Diff | Pts |
| ---- | --------------- | - | - | - | - | -- | -- | ---- | --- |
| 1    | Stade bordelais | 4 | 3 | 0 | 1 | 33 | 7  | +26  | 10  |
| 2    | Le Havre AC     | 4 | 3 | 0 | 1 | 18 | 12 | +6   | 10  |
| 3    | US Bergerac     | 4 | 2 | 0 | 2 | 59 | 29 | +30  | 8   |
| 4    | Stade nantais   | 4 | 2 | 0 | 2 | 37 | 19 | +18  | 8   |
| 5    | SA Rochefort    | 4 | 0 | 0 | 4 | 3  | 83 | -80  | 4   |

#### Poule E
| Rang | Club           | J | V | N | D | Pm  | Pe | Diff | Pts |
| ---- | -------------- | - | - | - | - | --- | -- | ---- | --- |
| 1    | AS Montferrand | 4 | 4 | 0 | 0 | 103 | 25 | +78  | 12  |
| 2    | FC Lourdes     | 4 | 3 | 0 | 1 | 81  | 35 | +46  | 10  |
| 3    | Paris UC       | 4 | 2 | 0 | 2 | 38  | 29 | +9   | 8   |
| 4    | CS Oyonnax     | 4 | 1 | 0 | 3 | 35  | 87 | -52  | 6   |
| 5    | RC Compiègne   | 4 | 0 | 0 | 4 | 14  | 95 | -81  | 4   |

#### Poule F
| Rang | Club                  | J | V | N | D | Pm | Pe | Diff | Pts |
| ---- | --------------------- | - | - | - | - | -- | -- | ---- | --- |
| 1    | FC Lézignan           | 4 | 2 | 2 | 0 | 24 | 6  | +18  | 10  |
| 2    | Stade clermontois     | 4 | 2 | 1 | 1 | 26 | 20 | +6   | 9   |
| 3    | US Romans-Péage       | 4 | 2 | 1 | 1 | 24 | 23 | +1   | 9   |
| 4    | Stade poitevin        | 4 | 2 | 0 | 2 | 27 | 16 | +11  | 8   |
| 5    | Amicale de Charpennes | 4 | 0 | 0 | 4 | 6  | 42 | -36  | 4   |

|  | Qualification pour la seconde phase et pour les barrages de promotion (no 1). |
|  | Qualification pour les barrages de promotion (no 2).                          |

### Seconde phase

#### Poule A
| Rang | Club                   | J | V | N | D | Pm | Pe | Diff | Pts |
| ---- | ---------------------- | - | - | - | - | -- | -- | ---- | --- |
| 1    | AS Montferrand         | 2 | 2 | 0 | 0 | 33 | 13 | +20  | 6   |
| 2    | FC Lézignan            | 2 | 1 | 0 | 1 | 13 | 10 | +3   | 4   |
| 3    | Olympique de Marseille | 2 | 0 | 0 | 2 | 10 | 33 | -23  | 2   |

#### Poule B
| Rang | Club               | J | V | N | D | Pm | Pe | Diff | Pts |
| ---- | ------------------ | - | - | - | - | -- | -- | ---- | --- |
| 1    | Biarritz olympique | 2 | 2 | 0 | 0 | 30 | 4  | +26  | 6   |
| 2    | Stade bordelais    | 2 | 1 | 0 | 1 | 17 | 6  | +11  | 4   |
| 3    | CA Brive           | 2 | 0 | 0 | 2 | 0  | 37 | -37  | 2   |

### Finale
L'AS Montferrand remporte la finale 14 à 6 contre le Biarritz olympique et accède pour la première fois de son histoire au Championnat de France.
| 19 avril 1925 | AS Montferrand                                                                           | 14 - 6, (9 - 3) | Biarritz olympique                                    | Stade du Musard, Bordeaux Arbitre : M. Meilhan (Littoral) |
| 19 avril 1925 | Essai(s) : 4 Gros (2e, ?e), Bony (?e), Arnaudin (?e) Transformation(s) : 1 Marmayou (?e) | Rapport         | Essai(s) : Cluchague (?e) Pénalité(s) : Fauthoux (?e) | Stade du Musard, Bordeaux Arbitre : M. Meilhan (Littoral) |
| 19 avril 1925 |                                                                                          | Rapport         |                                                       | Stade du Musard, Bordeaux Arbitre : M. Meilhan (Littoral) |

| Titulaires 15 Joseph Marmayou 14 Antonin-Marius Bony 13 Léon Nougal 12 François Punsola 11 Jules Gros 10 Gabriel Chaumont 09 Michel Boucheron 08 Marius Neyrial 07 René Courtez 06 Pierre Arnaudin 05 André Remus 04 Louis Puech 03 Charles Liausu 02 André Alabert 01 Noël Rochat Entraîneurs André Francquenelle |  | Titulaires Latournerie 15 Adolphe Bringeon 14 Sarrailh 13 Léon Fauthoux 12 Louis Cluchague 11 Condom 10 François Mendiboure 90 Bapsères 80 Vignes 70 Denis 60 Émile Laurent 50 Auguste Laurent 40 Dubardier 30 Enrique 20 Bidegaray 10 Entraîneurs |

### Barrages d'accession en Excellence
Des matches de barrages opposent les 2 derniers de chacune des six poules de cinq équipes de division d'Excellence (première division) aux deux premiers de chacune des six poules de cinq équipes de division d'Honneur (deuxième division), soit 12 matches au total.
| 5 avril 1925 | SAU Limoges                             | 6 - 5 (3 - 5) | AS Montferrand                                           | Vélodrome du Grand-Treuil, Limoges 5 000 spectateurs Arbitre : M. Picouleau |
| 5 avril 1925 | Essai(s) : Lescombes (26e), Apcher (?e) | Rapport       | Essai(s) : Gros (30e) Transformation(s) : Marmayou (30e) | Vélodrome du Grand-Treuil, Limoges 5 000 spectateurs Arbitre : M. Picouleau |
| 5 avril 1925 |                                         | Rapport       |                                                          | Vélodrome du Grand-Treuil, Limoges 5 000 spectateurs Arbitre : M. Picouleau |

| 5 avril 1925 | Boucau stade               | 3 - 0 (3 - 0) | FC Lourdes | ?, Bayonne Arbitre : M. Moura ou Mouno |
| 5 avril 1925 | Essai(s) : Larretche (20e) | Rapport       |            | ?, Bayonne Arbitre : M. Moura ou Mouno |
| 5 avril 1925 |                            | Rapport       |            | ?, Bayonne Arbitre : M. Moura ou Mouno |

| 5 avril 1925 | RC Toulon | 34 - 5  | Stade clermontois                             | ?, Toulon |
| 5 avril 1925 | Essai(s) : Boréani (?e), ? (?e), ? (?e), ? (?e), ? (?e), ? (?e), ? (?e), ? (?e), ? (?e), ? (80e) Transformation(s) : ? (?e, ? ?e) | Rapport | Transformation(s) : ? (e) Pénalité(s) : ? (e) | ?, Toulon |
| 5 avril 1925 | | Rapport |                                               | ?, Toulon |

| 5 avril 1925 | SC Angoulême                                                              | 14 - 5  | Le Havre AC                                  | ?, Angoulême |
| 5 avril 1925 | Essai(s) : Couderc (?e, Moreau ?e), Launay (?e) Pénalité(s) : Moreau (?e) | Rapport | Essai(s) : ? (?e) Transformation(s) : ? (?e) | ?, Angoulême |
| 5 avril 1925 |                                                                           | Rapport |                                              | ?, Angoulême |

| 5 avril 1925 | AS Béziers | 27 - 3 (11 - 3) | Olympique de Marseille   | Parc des Sports de Sauclières, Béziers Arbitre : M. Laurens (Pyrénées) |
| 5 avril 1925 | Essai(s) : Oulès (X1), Bonafé (X1), Moureu (X1), ? (X1), Dugoucher (X1), Girardot (X1) Transformation(s) : ? (X1), Noziès (X2) | Rapport         | Essai(s) : Mayneris (X1) | Parc des Sports de Sauclières, Béziers Arbitre : M. Laurens (Pyrénées) |
| 5 avril 1925 | | Rapport         |                          | Parc des Sports de Sauclières, Béziers Arbitre : M. Laurens (Pyrénées) |

| 5 avril 1925 | CA Périgueux                                                             | 11 - 3  | CS Vienne         | ?, Périgueux Arbitre : M. Jasmin |
| 5 avril 1925 | Essai(s) : Reymondie (5e), ? (6e), ? (?e) Transformation(s) : Peret (?e) | Rapport | Essai(s) : ? (?e) | ?, Périgueux Arbitre : M. Jasmin |
| 5 avril 1925 |                                                                          | Rapport |                   | ?, Périgueux Arbitre : M. Jasmin |

| 5 avril 1925 | US La Teste-de-Buch       | 3 - 6 a. p. | FC Lézignan                | ?, La Teste-de-Buch Arbitre : M. Dupuyau puis M. Gonder |
| 5 avril 1925 | Essai(s) : ? (?e), ? (?e) | Rapport     | Transformation(s) : ? (?e) | ?, La Teste-de-Buch Arbitre : M. Dupuyau puis M. Gonder |
| 5 avril 1925 |                           | Rapport     |                            | ?, La Teste-de-Buch Arbitre : M. Dupuyau puis M. Gonder |

| 5 avril 1925 | Stade hendayais                                                                      | 24- 7   | CA Brive                           | Hendaye Arbitre : M. Mialet |
| 5 avril 1925 | Essai(s) : ? (?e), ? (?e), ? (?e), ? (?e), ? (?e), ? (?e) Transformation(s) : ? (?e) | Rapport | Essai(s) : ? (?e) Drop(s) : ? (?e) | Hendaye Arbitre : M. Mialet |
| 5 avril 1925 |                                                                                      | Rapport |                                    | Hendaye Arbitre : M. Mialet |

| 5 avril 1925 | US Soustons               | 6 - 3 a. p. | Stade bordelais   | ? ,Soustons |
| 5 avril 1925 | Essai(s) : ? (?e), ? (?e) | Rapport     | Essai(s) : ? (?e) | ? ,Soustons |
| 5 avril 1925 |                           | Rapport     |                   | ? ,Soustons |

| 19 avril 1925 | SU Agen                                                                                   | 16 - 10 (5 - 0) | SCUF                                                         | ?, Agen Arbitre : M. Laurens (Pyrénées) |
| 19 avril 1925 | Essai(s) : ? (?e), ? (?e), ? (?e) Transformation(s) : ? (?e), ? (?e) Pénalité(s) : ? (?e) | Rapport         | Essai(s) : ? (?e), ? (?e) Transformation(s) : ? (?e), ? (?e) | ?, Agen Arbitre : M. Laurens (Pyrénées) |
| 19 avril 1925 |                                                                                           | Rapport         |                                                              | ?, Agen Arbitre : M. Laurens (Pyrénées) |

| 26 avril 1925 | Section paloise                                                              | 6 - 0 (6 - 0) | Saint-Girons SC | ?, Pau Arbitre : M. Galliay |
| 26 avril 1925 | Essai(s) : Réchède (?e), Taillantou (?e) Carton(s) rouge(s) : Récaborde (?e) | Rapport       |                 | ?, Pau Arbitre : M. Galliay |
| 26 avril 1925 |                                                                              | Rapport       |                 | ?, Pau Arbitre : M. Galliay |

| 26 avril 1925 | US Cognac | 0 - 3 ap (0 - 0) | Biarritz olympique        | ?, Cognac Arbitre : M. Philippon |
| 26 avril 1925 |           | Rapport          | Essai(s) : Cluchague (?e) | ?, Cognac Arbitre : M. Philippon |
| 26 avril 1925 |           | Rapport          |                           | ?, Cognac Arbitre : M. Philippon |